# شکستگان
شکستگان (به لاتین: Shekastegan) یک منطقهٔ مسکونی در افغانستان است که در ولایت بدخشان واقع شده‌است.